# Comic Relief
Comic Relief es una organización caritativa del Reino Unido fundada en 1985 por el guionista cómico Richard Curtis en respuesta a la hambruna de Etiopía. Fue inaugurada en directo en el programa de Noel Edmond The Late, Late Breakfast Show de la BBC One, en el día de Navidad de 1985 desde un campo de refugiados en Sudán. La idea para formar Comic Relief vino de Jane Tewson, directora de la organización no gubernamental británica Charity Projects, quien halló inspiración en los primeros cuatro eventos benéficos de Amnistía Internacional denominados The Secret Policeman's Balls, llevados a cabo entre 1976 y 1981. Inicialmente, se recaudaban fondos de eventos en directo, siendo el más conocido el show cómico que se organizó en el Shaftesbury Theatre de Londres, que finalmente fue transmitido en televisión el 25 de abril de 1986.
Uno de los principios fundamentales de los trabajadores de Comic Relief es el «Principio de la libra dorada», en el que cada libra esterlina donada va a parar en proyectos benéficos. Todos los costes operativos, como los salarios de los participantes, están cubiertos por patrocinadores o los intereses ganados por el dinero recaudado mientras este se encuentra depositado esperando para ser gastado. En la actualidad, sus dos principales patrocinadores son la cadena pública de televisión BBC y los supermercados Sainsbury's. La BBC se responsabiliza de la transmisión de los eventos en directo en el denominado «Día de la nariz roja» —Red Nose Day—, mientras que Sainsbury's vende el merchandising de la organización.